# Daichi Okumiya
Daichi Okumiya (født 27. november 1988) er en japansk fodboldspiller.